# Dubaśno
Dubaśno – wieś w Polsce położona w województwie podlaskim, w powiecie sokólskim, w gminie Nowy Dwór.
Wieś królewska ekonomii grodzieńskiej położona była w końcu XVIII wieku w powiecie grodzieńskim województwa trockiego. W latach 1954–1971 wieś należała i była siedzibą władz gromady Dubaśno, po jej zniesieniu w gromadzie Nowy Dwór. W latach 1975–1998 miejscowość administracyjnie należała do województwa białostockiego.
Wierni kościoła rzymskokatolickiego należą do parafii św. Jana Chrzciciela w Nowym Dworze.
W 2022 r. Wiesław Tomaszewski, rolnik z Dubaśna został odznaczony medalem św. Izydora Oracza  „Za szczególne zasługi w Rolnictwie i za szerzenie kultu Patrona Rolników”.